# Юсупов, Баходир Турсунович
Баходир Турсунович Юсупов (узб. Bahodir Tursunovich Yusupov; род. 16 августа 1961, Учкурганский район, Наманганская область, Узбекская ССР, СССР) — узбекский государственный и политический деятель. С 2009 по 26 ноября 2015 года занимал должность хокима Наманганской области. Министр сельского хозяйства Узбекистана с февраля 2018 по 28 января 2019 года. Избирался сенатором Олий Мажлиса Республики Узбекистан второго и третьего созыва.

## Биография
В 1982 году окончил Ташкентский политехнический институт, по специальности инженер-технолог.
С 1982 по 1984 год — мастер, старший мастер кирпичного завода № 2 Наманганской области. С 1984 по 1986 год являлся начальником отдела, главным инженером, директором кирпичного завода № 15 Наманганской области. С 1986 года секретарь молодежного комитета коллективного хозяйства «Андижон» Учкурганского района, а с 1988 года — заведующий отделом, второй секретарь молодежного комитета Учкурганского района. С 1989 по 1994 год — секретарь комитета партии, заместитель председателя правления коллективного хозяйства «Андижон» Учкурганского района. С 1994 по 1996 год — председатель правления коллективного хозяйства «Андижон» Учкурганского района. С 1996 год был слушателем Академии государственного и общественного строительства при Президенте Республики Узбекистан. С 1997 по 1998 год являлся председателем правления коллективного хозяйства «Андижон» Учкурганского района. С 1998 по 2001 год — заместитель хокима Учкурганского района по вопросам сельского и водного хозяйства.
С 2001 по 2004 год являлся заместителем хокима Наманганской области, начальник управления сельского и водного хозяйства. С 2004 по 2009 год — первый заместитель хокима Наманганской области по вопросам сельского и водного хозяйства. С 2004 по 2009 год хоким Чустского района.
С 27 декабря 2009 года стал депутатом Наманганского областного Кенгаша народных депутатов.
С 2010 по 26 ноября 2015 год исполнял обязанности хокима Наманганской области.
С 2010 по 2015 год — депутат Сената Олий Мажилиса Республики Узбекистан и член Комитета по аграрным, водохозяйственным вопросам и экологии.
С 15 января 2015 года — депутат Сената Олий Мажилиса Республики Узбекистан от Наманганской области.
Председатель Совета фермеров, дехканских хозяйств и владельцев приусадебных участков Узбекистана.
Баходир Юсупов был назначен министром сельского хозяйства Республики Узбекистан в феврале 2018 год, когда Минсельводхоз разделили на два министерства.
с 28.01.2019 - 22.12.2021 - хоким Касансайского района Наманганской области.
с 22.12.2021 - заведующий Народной приемной президента по Наманганской области..
Член Либерально-демократической партии Узбекистана.

## Награды
Награжден орденом «Меҳнат шухрати» в 2008 году.